# آن دورتي
آن دورتي (بالإنجليزية: Ann Doherty)‏ (1789)؛ مؤلِّفة، كاتِبة مسرحية وروائية بريطانية.